# Aeroportul Wales
Aeroportul Wales (IATA: WAA, ICAO: PAIW, FAA LID: IWK) este un aeroport din Alaska, Statele Unite ale Americii ce deservește zona Wales⁠(d). Aeroportul a fost tranzitat în 2019 de 2.634 de pasageri. A fost numit după zona deservită.
Situat la o altitudine de 7 m, aeroportul dispune de 1 pistă. Este operat de Alaska Department of Transportation & Public Facilities⁠(d).

## Infrastructură

### Piste
Aeroportul dispune de o singură pistă. Pista 18/36 are suprafața de pietriș și dimensiunile 3.990 picioare × 75 picioare. 